# عبد الله بن عودة السعوي
عبد الله بن عودة بن عبد الله السعوي، (ولد 1890-- توفي 1959) فقيه سعودي من نجد وقاضي سابق.

## النشأة
ولد في المريدسية عام 1308هـ، ونشأ في أحضان والده نشأة حسنة، ثم قرأ القرآن. تعلم على يد الشيخ عبد الله بن حسين الصالح أبا الخيل فقرأ عليه فترة ثم تحول إلى بريدة، فلازم علماءها.

## السيرة
في عام 1345هـ عين قاضياً في بني مالك من توابع الطائف، ثم عاد إلى بريدة في إجازة وطلب الإعفاء فأعفي ومكث إلى عام 1353هـ حيث اختاره شيخه عمر بن سليم ضمن العلماء الذين بعثوا إلى المنطقة الجنوبية من المملكة فعين على قضاء صبيا واستمر على ذلك قرابة أربع سنوات.
ثم عاد واستعفي فأعفي عنه ثم عين على قضاء دخنه في القصيم واستمر فترة ثم طلبه أهل أهالي صبيا فأعيد إليهم ثم نقل إلى رئاسة محكمة جيزان واستمر فيها إلى أن نقل إلى رئاسة محكمة الدمام عام 1366هـ واستمر فيها حتى طلب الإعفاء وأُحيل إلى التقاعد حسب رغبته لكبر سنه، وذلك في عام 1372هـ .
وقد تتلمذ على يديه من أبنائه محمد وعوده العبد الله.

## وفاته
في عام 1379هـ لازمه المرض وسافر للعلاج في مصر وتوفي في القاهرة وصلي عليه فيها ودفن رحمة الأبرار في مقابر في القاهرة تسمى مدافن الحرمين.